# Friedrich Schnurrer
Friedrich Schnurrer (* 6. Mai 1784 in Tübingen; † 8. April 1833 in Biebrich) war ein deutscher Mediziner und Epidemiologe, Leibarzt Herzog Wilhelms von Nassau in Biebrich.

## Leben und Wirken
Friedrich Schnurrer, fünftes Kind des Tübinger Theologen und Orientalisten Christian Friedrich von Schnurrer, empfing Privatunterricht bei seinem Vater und trat bereits im Alter von 16 Jahren als Student in die Eberhard Karls Universität Tübingen ein. Hier studierte er zunächst – gewissermaßen in einem Grundstudium – an der Philosophischen Fakultät, wechselte dann aber im Hauptstudium zum Fach Medizin. Hierzu gehörten auch Lehrveranstaltungen in verschiedenen naturwissenschaftlichen Fächern, vor allem Chemie und Botanik. Wichtige akademische Lehrer waren für ihn Gottlieb Conrad Christian Storr, Johann Heinrich Ferdinand Autenrieht und Karl Friedrich Kielmeyer. Im Jahre 1805 promovierte Schnurrer bei Kielmeyer. Anschließend begab er sich längere Zeit auf Studienreisen in Deutschland, er hielt sich aber auch in Paris auf und betrieb vor allem Studien im Bereich der Naturwissenschaften. Zwischendurch absolvierte Schnurrer beim Medizinalkollegium in Stuttgart die ärztliche Prüfung.
Für kurze Zeit (1810 bis 1811) hielt Schnurer medizinische Vorlesungen an der Universität Tübingen. Anschließend arbeitete er als Medizinalpraktikant beim Oberamtsarzt in Herrenberg. Im Jahre 1814 wurde er dann zum Oberamtsarzt in Vahingen an der Enz ernannt. 1830 bat er den württembergischen König um seine Entlassung und übernahm die Tätigkeit als Leibarzt des Herzogs Wilhelm I. von Hessen-Nassau und seiner Familie. Dort wurde er 1832 zum Hofrat ernannt.
In seinen wissenschaftlichen Veröffentlichungen beschäftigte sich Schnurrer vor allem mit Epidemien wie etwa der Cholera.

## Veröffentlichungen
- Materialien zu einer allgemeinen Naturlehre der Epidemieen und Contagien. Heerbrandt, Tübingen 1810 (erschien 1815 in Paris in französischer Übersetzung) (Digitalisat).
- Geographische Nosologie oder die Lehre von den Veränderungen der Krankheiten in den verschiedenen Gegenden der Erde in Verbindung mit physischer Geographie und Natur-Geschichte des Menschen. Steinkopf, Stuttgart 1813 (Digitalisat).
- Die Krankheiten des Menschen-Geschlechts historisch und geograpisch betrachtet. Zwei Bände. Osiander, Tübingen 1823–1825 (Digitalisat Bd. 1) (Digitalisat Bd. 2).
- Cholera. In: Allgemeine Encyclopädie der Wissenschaft und Künste (Ersch-Gruber). 1. Sektion, Teil 17. Leipzig 1828, S. 42–48 (Digitalisat).
- Allgemeine Krankheitslehre gegründet auf die Erfahrung und auf die Fortschritte des 19. Jahrhunderts. Osiander, Tübingen 1831 (Digitalisat).
- Die Cholera morbus, ihre Verbreitung, ihre Zufälle, die versuchten Heilmethoden, ihre Eigenthümlichkeiten und die im Grossen dagegen anzuwendenden Mittel. Stuttgart/Tübingen 1831 (Digitalisat).